# 影像直方圖
影像直方圖（Image histogram）是一種用來表現數位影像中像素分布的直方圖，根據統計影像中不同亮度的像素總數，我們可以畫出一張代表這張影像的影像直方圖，透過這張直方圖我們可以一眼就看出這張圖中像素的分布情形。
在現代的數位相機上通常都會顯示出目前影像的影像直方圖，攝影師可以透過他來觀察這張影像是否有發生過曝或者過暗的現象。但這個方法不適用於RAW格式，因為在RAW格式下像素的動態範圍太大，其直方圖分布會非常分散。
影像直方圖的水平軸代表的是其亮度，而其垂直軸代表的是該亮度所累積的像素數量，左邊的區域代表的是較暗的部分，右邊的區域則代表較亮的部分。所以一張過暗的影像所產生的影像直方圖，大部分會集中在中間及左邊區域；相反的，一張過曝的影像所產生的影像直方圖，大部分會集中在中間及右邊區域。

## 應用
在影像處理方面，通常會先產生一張原始影像的直方圖，其水平軸代表的是像素亮度，而垂直軸則是該亮度所累積的像素數量。透過演算法可以讓使用者在調整亮度分布的同時觀察結果的影像，讓使用者能夠更方便來產生一張亮度與對比較好的影像。
在電腦視覺方面，影像直方圖可以用來作為二值化的工具，因為透過直方圖可以觀察到影像中像素值的變化，藉此可以找出峰值及域值，並透過這些係數來做邊緣檢測或圖像分割。

## 延伸閱讀
- 影像編輯
- 直方圖均衡化